# The End of Everything
The End of Everything è il secondo EP della cantante statunitense Noah Cyrus, pubblicato il 15 maggio 2020 dalla Columbia.

## Tracce
1. Ghost – 3:05 (Brian Lee, Jaramye Daniels, Jussi Karvinen, Tushar Apte, Winona Oak)
2. I Got So High That I Saw Jesus – 3:38 (Noah Cyrus, PJ Harding)
3. Liar – 2:53 (Noah Cyrus, Andrea Rosario, Dan Henig, Hanni Ibrahim, Patrick Patrikios)
4. Lonely – 2:24 (Noah Cyrus, Rollo)
5. Young & Sad – 3:10 (Noah Cyrus, PJ Harding, Rollo)
6. July – 2:36 (Noah Cyrus, Michael Sonier, PJ Harding)
7. Wonder Years (con Ant Clemons) – 3:18 (John Lennon, Paul McCartney)
8. The End of Everything – 2:56 (Cyrus, PJ Harding)

## Formazione
Musicisti
- Noah Cyrus – voce, cori (tracce 1 e 7)
- Ant Clemons – voce e cori (traccia 7)
- Brian Lee –  cori, pianoforte e programmazione (traccia 1)
- Jaramye Daniels – cori (traccia 1)
- Winona Oak – cori (traccia 1)
- Tushar Apte – drum machine, pianoforte, programmazione e corde (traccia 1)
- Jussi Ilmari – chitarra e sintetizzatore (traccia 1)
- JP Harding – chitarra (traccia 2), cori (tracce 2, 5 e 8), chitarra acustica (tracce 5 e 8), basso (traccia 8)
- Hanni Ibrahim – drum machine, tastiera e programmazione (traccia 3)
- Patrick Patrikios – drum machine, tastiera e programmazione (traccia 3)
- Carmel Echols – cori (traccia 4)
- Jasmine Haskins – cori (traccia 4)
- Sophia Whitehurst – cori (traccia 4)
- Rollo – pianoforte (traccia 4)
- Dre Pinckney – basso e chitarra (traccia 7)
- Ali Prawl – drum machine e tastiera (traccia 7)
- Robot Scott – drum machine e tastiera (traccia 7)

Produzione
- Jussifer – produzione (traccia 1)
- Tushar Apte – produzione (traccia 1)
- M-Phazes – produzione (tracce 2, 5 e 8)
- PJ Harding – produzione (tracce 2, 5 e 8)
- Joe Grasso – mastering (tracce 2, 3 e 7), missaggio (tracce 2, 3, 6 e 7)
- Loose Change – produzione (traccia 3)
- Dan Gleyzer – produzione (traccia 4)
- Rollo – produzione (traccia 4)
- Aaron Mattes – assistenza all'ingegneria del suono (traccia 4)
- Randy Merrill – mastering (traccia 4)
- Erik Madrid – missaggio (traccia 4)
- Davide Cinci – registrazione (traccia 4)
- Kevin Reaves – registrazione (traccia 4)
- Michael Sonier – produzione (traccia 6)
- Eric Lagg – mastering (traccia 6)
- Triangle Park – produzione (traccia 7)
- Robot Scott – registrazione (traccia 7)

## Classifiche
| Classifica (2020) | Posizione massima |
| ----------------- | ----------------- |
| Canada            | 45                |
| Norvegia          | 20                |
| Stati Uniti       | 124               |